# Grand Prix Hassan II 1997 - Qualificazioni singolare
Le qualificazioni del singolare  del Grand Prix Hassan II 1997 sono state un torneo di tennis preliminare per accedere alla fase finale della manifestazione. I vincitori dell'ultimo turno sono entrati di diritto nel tabellone principale. In caso di ritiro di uno o più giocatori aventi diritto a questi sono subentrati i lucky loser, ossia i giocatori che hanno perso nell'ultimo turno ma che avevano una classifica più alta rispetto agli altri partecipanti che avevano comunque perso nel turno finale.
Le qualificazioni del torneo Grand Prix Hassan II 1997 prevedevano 32 partecipanti di cui 4 sono entrati nel tabellone principale.

## Teste di serie
1. Albert Portas (ultimo turno)
2. Marzio Martelli (secondo turno)
3. Marcello Craca (Qualificato)
4. Dirk Dier (ultimo turno)

1. Dinu Pescariu (secondo turno)
2. Răzvan Sabău (ultimo turno)
3. Juan Antonio Marín (Qualificato)
4. Marco Meneschincheri (ultimo turno)

## Qualificati
1. Juan Antonio Marín
2. Alberto Martín

1. Marcello Craca
2. Bernardo Mota

## Tabellone

### Legenda
| - Q = Qualificato - WC = Wild card - LL = Lucky loser | - ALT = Alternate - SE = Special Exempt - PR = Protected Ranking | - w/o = Walkover - r = Ritirato - d = Squalificato |

### Sezione 1
|  | Primo turno        | Primo turno            | Primo turno        | Primo turno | Primo turno |  |  | Secondo turno | Secondo turno      | Secondo turno      | Secondo turno      | Secondo turno      |   |   | Ultimo turno | Ultimo turno  | Ultimo turno  | Ultimo turno | Ultimo turno |  |
|  |                    |                        |                    |             |             |  |  |               |                    |                    |                    |                    |   |   |              |               |               |              |              |  |
|  | 1                  | Albert Portas          | Albert Portas      | 6           | 6           |  |  |               |                    |                    |                    |                    |   |   |              |               |               |              |              |  |
|  |                    | Chemseddine Belal      | Chemseddine Belal  | 0           | 2           |  |  | 1             | Albert Portas      | Albert Portas      | 6                  | 6                  |   |   |              |               |               |              |              |  |
|  | Frédéric Fontang   | Frédéric Fontang       | Frédéric Fontang   | 6           | 6           |  |  |               | Frédéric Fontang   | Frédéric Fontang   | 1                  | 2                  |   |   |              |               |               |              |              |  |
|  | Kim Tiilikainen    | Kim Tiilikainen        | Kim Tiilikainen    | 3           | 1           |  |  |               |                    |                    |                    |                    |   |   | 1            | Albert Portas | Albert Portas | 5            | 3            |  |
|  | Frédéric Vitoux    | Frédéric Vitoux        | Frédéric Vitoux    | 6           | 6           |  |  |               |                    | 7                  | Juan Antonio Marín | Juan Antonio Marín | 7 | 6 |              |               |               |              |              |  |
|  | João Cunha e Silva | João Cunha e Silva     | João Cunha e Silva | 3           | 2           |  |  |               | Frédéric Vitoux    | Frédéric Vitoux    | 2                  | 5                  |   |   |              |               |               |              |              |  |
|  | 7                  | Juan Antonio Marín     | 6                  | 4           | 6           |  |  | 7             | Juan Antonio Marín | Juan Antonio Marín | 6                  | 7                  |   |   |              |               |               |              |              |  |
|  |                    | Jean-François Bachelot | 3                  | 6           | 2           |  |  |               |                    |                    |                    |                    |   |   |              |               |               |              |              |  |

### Sezione 2
|  | Primo turno            | Primo turno            | Primo turno            | Primo turno | Primo turno |  |  | Secondo turno | Secondo turno        | Secondo turno        | Secondo turno        | Secondo turno |   |    | Ultimo turno | Ultimo turno   | Ultimo turno | Ultimo turno | Ultimo turno |  |
|  |                        |                        |                        |             |             |  |  |               |                      |                      |                      |               |   |    |              |                |              |              |              |  |
|  | 2                      | Marzio Martelli        | Marzio Martelli        | 6           | 6           |  |  |               |                      |                      |                      |               |   |    |              |                |              |              |              |  |
|  |                        | Herbert Wiltschnig     | Herbert Wiltschnig     | 0           | 3           |  |  | 2             | Marzio Martelli      | Marzio Martelli      | 3                    | 2             |   |    |              |                |              |              |              |  |
|  | Alberto Martín         | Alberto Martín         | Alberto Martín         | 6           | 7           |  |  |               | Alberto Martín       | Alberto Martín       | 6                    | 6             |   |    |              |                |              |              |              |  |
|  | Noam Behr              | Noam Behr              | Noam Behr              | 3           | 5           |  |  |               |                      |                      |                      |               |   |    |              | Alberto Martín | 6            | 7            | 3            |  |
|  | Patrick Baur           | Patrick Baur           | Patrick Baur           | 7           | 6           |  |  |               |                      | 8                    | Marco Meneschincheri | 7             | 5 | 1r |              |                |              |              |              |  |
|  | David Caballero Garcia | David Caballero Garcia | David Caballero Garcia | 6           | 0           |  |  |               | Patrick Baur         | Patrick Baur         | 4                    | 4             |   |    |              |                |              |              |              |  |
|  | 8                      | Marco Meneschincheri   | Marco Meneschincheri   | 6           | 6           |  |  | 8             | Marco Meneschincheri | Marco Meneschincheri | 6                    | 6             |   |    |              |                |              |              |              |  |
|  |                        | Tomáš Catar            | Tomáš Catar            | 1           | 1           |  |  |               |                      |                      |                      |               |   |    |              |                |              |              |              |  |

### Sezione 3
|  | Primo turno           | Primo turno           | Primo turno       | Primo turno | Primo turno |  |  | Secondo turno | Secondo turno         | Secondo turno         | Secondo turno | Secondo turno |   |   | Ultimo turno | Ultimo turno   | Ultimo turno | Ultimo turno | Ultimo turno |  |
|  |                       |                       |                   |             |             |  |  |               |                       |                       |               |               |   |   |              |                |              |              |              |  |
|  | 3                     | Marcello Craca        | Marcello Craca    | 6           | 6           |  |  |               |                       |                       |               |               |   |   |              |                |              |              |              |  |
|  |                       | Sándor Noszály        | Sándor Noszály    | 1           | 3           |  |  | 3             | Marcello Craca        | Marcello Craca        | 6             | 6             |   |   |              |                |              |              |              |  |
|  | Victor Sendin-Huelves | Victor Sendin-Huelves | 2                 | 7           | 7           |  |  |               | Victor Sendin-Huelves | Victor Sendin-Huelves | 4             | 2             |   |   |              |                |              |              |              |  |
|  | Davide Sanguinetti    | Davide Sanguinetti    | 6                 | 5           | 6           |  |  |               |                       |                       |               |               |   |   | 3            | Marcello Craca | 3            | 7            | 6            |  |
|  | Filippo Messori       | Filippo Messori       | Filippo Messori   | 6           | 6           |  |  |               |                       | 6                     | Răzvan Sabău  | 6             | 6 | 4 |              |                |              |              |              |  |
|  | Karim Ben Mansour     | Karim Ben Mansour     | Karim Ben Mansour | 1           | 2           |  |  |               | Filippo Messori       | 7                     | 5             | 5             |   |   |              |                |              |              |              |  |
|  | 6                     | Răzvan Sabău          | Răzvan Sabău      | 6           | 6           |  |  | 6             | Răzvan Sabău          | 5                     | 7             | 7             |   |   |              |                |              |              |              |  |
|  |                       | Andrei Rybalko        | Andrei Rybalko    | 2           | 4           |  |  |               |                       |                       |               |               |   |   |              |                |              |              |              |  |

### Sezione 4
|  | Primo turno        | Primo turno        | Primo turno        | Primo turno | Primo turno |  |  | Secondo turno | Secondo turno | Secondo turno | Secondo turno | Secondo turno |   |   | Ultimo turno | Ultimo turno | Ultimo turno | Ultimo turno | Ultimo turno |  |
|  |                    |                    |                    |             |             |  |  |               |               |               |               |               |   |   |              |              |              |              |              |  |
|  | 4                  | Dirk Dier          | 6                  | 7           | 6           |  |  |               |               |               |               |               |   |   |              |              |              |              |              |  |
|  |                    | Julien Chauvin     | 7                  | 6           | 4           |  |  | 4             | Dirk Dier     | Dirk Dier     | 7             | 6             |   |   |              |              |              |              |              |  |
|  | Davide Scala       | Davide Scala       | 7                  | 6           | 6           |  |  |               | Davide Scala  | Davide Scala  | 6             | 3             |   |   |              |              |              |              |              |  |
|  | Thierry Guardiola  | Thierry Guardiola  | 6                  | 7           | 4           |  |  |               |               |               |               |               |   |   | 4            | Dirk Dier    | Dirk Dier    | 2            | 5            |  |
|  | Bernardo Mota      | Bernardo Mota      | Bernardo Mota      | 6           | 6           |  |  |               |               |               | Bernardo Mota | Bernardo Mota | 6 | 7 |              |              |              |              |              |  |
|  | Arnaud Di Pasquale | Arnaud Di Pasquale | Arnaud Di Pasquale | 3           | 1           |  |  |               | Bernardo Mota | 5             | 6             | 7             |   |   |              |              |              |              |              |  |
|  | 5                  | Dinu Pescariu      | 6                  | 6           | 6           |  |  | 5             | Dinu Pescariu | 7             | 4             | 6             |   |   |              |              |              |              |              |  |
|  |                    | Ionuț Moldovan     | 2                  | 7           | 1           |  |  |               |               |               |               |               |   |   |              |              |              |              |              |  |